# Републикански път III-8132
Републикански път IIІ-8132 е третокласен път, част от Републиканската пътна мрежа на България, преминаващ изцяло по територията на Софийска област, Община Годеч. Дължината му е 20,6 km.
Пътят се отклонява надясно при 8 km на Републикански път III-813 в центъра на град Годеч и се насочва на северозапад през западната част на Годечката котловина. След като премине през село Ропот, пътят завива на север, преодолява високата 992 м седловина, разделяща основната част на планината Видлич на запад от рида Вучибаба на изток и достига до село Смолча. След това слиза в долината на река Височица (Комщица, десен приток на Нишава), преминава през село Комщица и завършва в центъра на село Бърля.
| Пътища, отклоняващи се надясно (населено място, № на пътя, посока на пътя) | km   | Пътища, отклоняващи се наляво (посока на пътя, № на пътя, населено място) |
| -------------------------------------------------------------------------- | ---- | ------------------------------------------------------------------------- |
| Община Годеч, III-813, 8 km, гр. Годеч →                                   | 0,0  | → гр. Годеч, 8 km, III-813, Община Годеч                                  |
| (за с. Губеш) общински път, гр. Годеч ←                                    | 0,6  | гр. Годеч                                                                 |
| (за с. Равна) общински път, гр. Годеч ←                                    | 0,9  | гр. Годеч                                                                 |
| с. Ропот                                                                   | 8,6  | → с. Ропот, общински път (за с.Голеш)                                     |
| с. Смолча                                                                  | 16,6 | с. Смолча                                                                 |
| с. Комщица                                                                 | 18,6 | с. Комщица                                                                |
| с. Бърля                                                                   | 20,6 | с. Бърля                                                                  |